# فيتالي تيخونوف
فيتالي تيخونوف هو لاعب كرة قدم روسي في مركز الدفاع، ولد في 31 يناير 1984 في قازان في روسيا. لعب مع روبين قازان ونادي فوستوك.

## وصلات خارجية
- فيتالي تيخونوف على موقع قاعدة بيانات كرة القدم.إي يو (الإنجليزية)
- فيتالي تيخونوف على موقع Soccerway.com (الإنجليزية)